# Románia
Románia (románul: România; IPA: romɨˈni.a) kelet-közép-európai állam. Északról Ukrajna, keletről Moldova, nyugatról Magyarország és Szerbia, délről Bulgária, míg keleten a Fekete-tenger is határolja. 238 397 négyzetkilométeres területével és 19 millió fős lélekszámával (2022) az Európai Unió nyolcadik legnagyobb területű és 6. legnépesebb országa. Fővárosa és egyben legnagyobb városa a mintegy 1,9 milliós Bukarest.
Európa második leghosszabb folyója a Duna, mely a németországi Fekete-erdőben ered és 2857 km megtétele után a Románia területén elhelyezkedő Duna-deltába torkollik. A Kárpátok hegyvonulatai északról délnyugati irányba átszelik az országot és magukba foglalják Románia legmagasabb pontját a 2544 méter magas Moldoveanu-csúcsot.
Románia 2004-ben csatlakozott a NATO-hoz, 2007. január 1-jétől pedig az Európai Unió tagja. Ezenkívül a következő fontosabb nemzetközi szerveződéseknek a tagja: Latin Unió, Európai Biztonsági és Együttműködési Szervezet, Kereskedelmi Világszervezet, Egyesült Nemzetek Szervezete, Frankofónia Nemzetközi Szervezete, Fekete-tengeri Gazdasági Együttműködés.

## Földrajz

### Domborzata

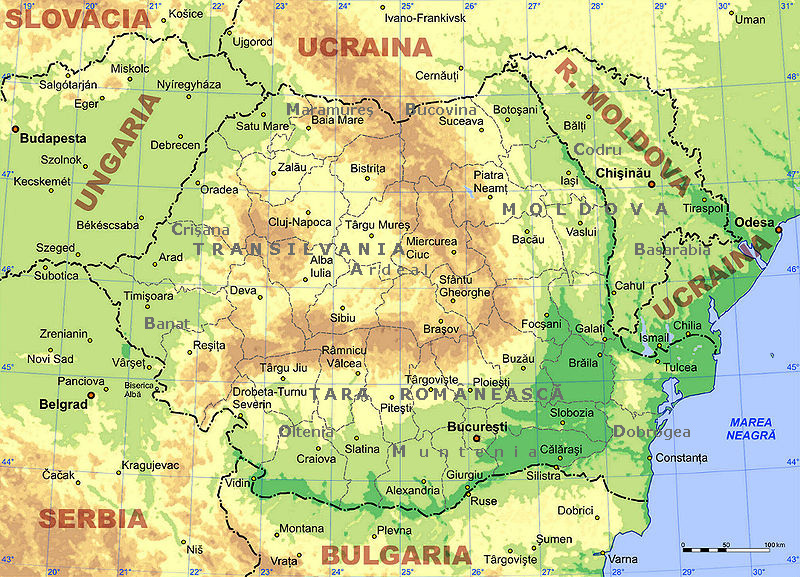
Románia domborzati térképe

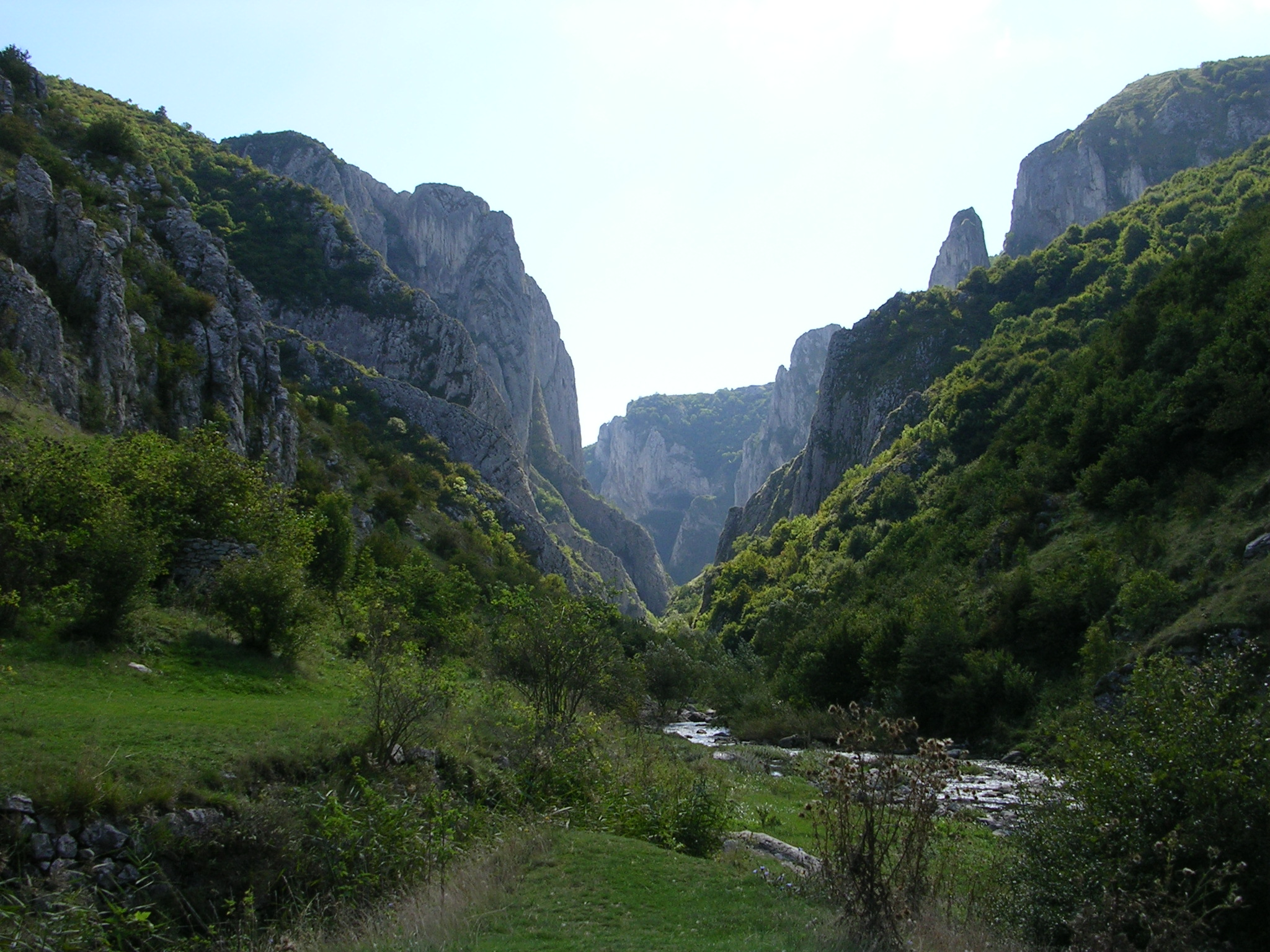
A Tordai-hasadék

Az Eurázsiai-hegységrendszer része, a Kárpátok (román: Carpații) teljes hosszának kétharmada Románia területére esik, az ország természetföldrajzi gerincét képezi. Csúcsai elérik a 2500 métert is. Legmagasabb a Moldoveanu-csúcs (2544 m) a Fogarasi-havasokban. Két nagy területre különíti el az országot. E két nagy terület között húzódik félkörívben a Keleti-Kárpátok (Carpații Orientali) és a Déli-Kárpátok (Carpații Meridionali) hegységrendszere. A Déli-Kárpátok folytatásaként az Al-Dunáig tart a Bánsági-hegyvidék (Muntii Banatului).
A Keleti- és a Déli-Kárpátok fogja közre keletről és délről az Erdélyi-medencét és az Erdélyi-középhegységet. Utóbbi a Nyugat-romániai-Kárpátok része.
A Kárpátoktól délre és keletre, Havasalföldön és Moldvában dombságok vannak, amelyeket széles, termékeny, folyók által feltöltött alföldek öveznek.

### Vízrajz
A Duna teljes hosszának több mint kétharmada érinti Románia területét. Az ország területének a túlnyomó része a Duna vízgyűjtő területére esik, a Szerbiával és Bulgáriával alkotott határai nagy részét ez a folyam képezi. Szűk áttörési völgye a Vaskapu-szoros, ahol felduzzasztott vize áramtermelésre is alkalmas (Vaskapu erőmű). Majd a megcsendesedett folyó hosszan, határfolyóként halad tovább az alföldön. Hatalmas háromágú deltát építve ér a Fekete-tengerbe. A védett Duna-delta értéke a gazdag halállomány és a nádrengeteg. A folyó szerepe a közlekedésben, áruszállításban igen jelentős.
Románia folyóit a Duna gyűjti össze. Nagyobb folyók: Maros, Prut, Szeret, Ialomița, Olt, Zsil, Szamos, Temes, a Körösök. A Prut folyó, amely Románia és Moldova között képez határt Galați mellett ömlik a Dunába.
Legnagyobb tava a mesterséges Békási-víztározó. További nagyobb tavai: Vidraru-tó, Vidra-tó. A természetes tavak közé tartozik a vulkáni kráterben lévő Szent Anna-tó vagy a Keleti-Kárpátokban hegyomlás következtében létrejött Gyilkos-tó. A Déli-Kárpátokban a tengerszemek a jellemzőek.

### Éghajlat
Románia klímájának mérsékelt szárazföldi jellegét az ország földrajzi fekvése határozza meg. Románia a 45°-os északi szélesség mentén, a mérsékelt éghajlati övben fekszik egyenlő távolságra az Egyenlítőtől és az Északi-sarktól. Ennek következtében az évi középhőmérséklet +10C°, jól elkülönül a négy évszak, valamint a szél és a csapadék rendszertelenül jelentkezik. Nyugati részén jól érezhető a nedvesebb óceáni éghajlat hatása, keleti részén a kontinentális éghajlat az uralkodó, délnyugati részén pedig a mediterrán éghajlat befolyása érvényesül.
A fenti tényezők mellett Románia éghajlatát, különösen annak kisebb térségeit illetően, jelentős mértékben meghatározza a domborzat is, elsősorban a hegységek iránya és magassága.

### Növény- és állatvilág
A klimatikus hatások következtében Románia növényvilága is átmeneti jellegű, növényföldrajzi határok húzódnak a területén. A Keleti-Kárpátok jelenti a bükkerdők európai elterjedésének keleti, valamint a sztyepp nyugati határát. Az ország északi részén húzódik a szőlő elterjedésének északi határa.
A hegyvidékeken a növényzet a magassági öveknek megfelelően alakul. A hegyek lábán tölgyesek, gyertyános–tölgyesek, 800 m tszfm. felett bükkösök, 1200 m tszfm.-on lucfenyős elegyes erdők, feljebb lucosok élnek. A fenyveszóna felső határánál a lucosokba havasi cirbolyafenyő keveredik. 1600 m magason kezdődik az alhavasi cserjések zónája. Itt a törpefenyő vagy a havasi éger alkot állományokat. Feljebb havasi gyepek találhatók, amelyek kezdetben zártak, majd felszakadoznak, és párnavegetációban folytatódnak. 
Az alföldek és az Erdélyi-medence eredeti növénytakarója a sztyepp, a csapadékosabb területeken az erdős sztyepp volt. Ma az ország területének 29%-át borítják erdők (ennek negyede fenyőerdő), amelyek főként a hegyvidékeken maradtak meg. Az alföldek és a medencék természetes növénytakarója helyén ma mezőgazdasági termelés folyik. 
Állatvilága: a Kárpátokban jelentős létszámban élnek medvék, farkasok, hiúzok, sasok, rókák, zergék. A sík vidékeken főleg rókák, egerek, pockok, sündisznók élnek. Az állatok élelmet remélve ritkán a városok külső részeibe is bemennek, ez főleg a hideg, élelemben szegény telekre jellemző. 

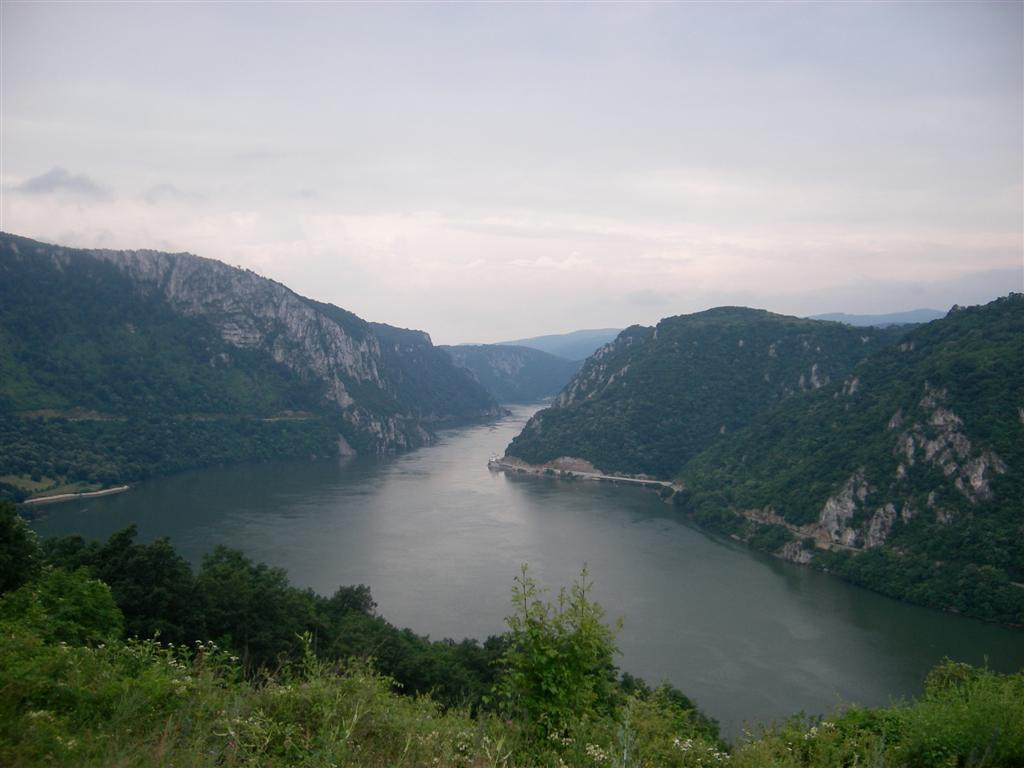
A Vaskapu-szoros a Dunán

Jellemző halak: pisztráng, harcsa, csuka, ponty és keszeg.

### Természetvédelem
Jelenleg csaknem 10 000 km² (a teljes államterület 5%-a) védett terület.

#### Természeti világörökség
- A Duna-delta az UNESCO által elismert bioszféra-rezervátum, természeti világörökség.

#### Bioszféra-rezervátum
Az UNESCO az ember és a bioszféra programjának része (MAB):
- Radnai-havasok Nemzeti Park
- Retyezát Nemzeti Park

## Történelem
A Havasalföldön és Moldvában kialakuló fejedelemségek a 14. században a Magyar Királysággal álltak hűbéri viszonyban, majd kivívták önállóságukat. A 16. századig független államok voltak, majd több mint három évszázadon át az Oszmán Birodalom fennhatósága alatt álltak, de belső autonómiával rendelkeztek.
A 19. század második felében a nemzetközi események következtében (krími háború) Havasalföld és Moldva nagyobb fokú autonómiához jutottak a Oszmán Birodalom keretében. 1859-ben a két terület nemzetgyűlése közös fejedelmének választotta Alexandru Ioan Cuzát, ennek következtében Románia 1862-ben Havasalföld és Moldva egyesülésével jött létre, mely a török birodalomban autonóm státuszt élvezett. A parlament 1866-ban Hohenzollern Károly porosz herceget választotta fejedelemmé. Románia 1877-ben Oroszország oldalán belépett az orosz–török háborúba, és a török csapatok veresége után 1877. május 10-én parlamenti kiáltványban kinyilvánította állami függetlenségét, amelyet a San Stefanó-i béke révén az európai nagyhatalmak elismertek. A fejedelem 1881-ben I. Károly néven az ország első királya lett, és – a román alkotmány szerinti korlátozott jogkörrel – 1914-ig uralkodott. Az I. világháborút lezáró békeszerződés értelmében Románia része lett a Magyarországtól elcsatolt Erdély, a Bánság (Bánát) keleti része, az Alföld többi keleti vidéke Máramarossal (Partium) és az ukrán Bukovina területének zöme, valamint a cári Oroszországtól elfoglalt, nagyrészt román lakosságú Besszarábia.
A II. világháború után az ország a Szovjetunió erős nyomása alatt a kommunista tömb része lett. 1965-től Nicolae Ceaușescu irányította az országot, aki a kifelé mutatott képpel szemben a belpolitikai életben több évtizedes személyi kultuszt és totális diktatúrát épített ki, aminek az 1989-es romániai forradalom vetett véget.

## Államszervezet és közigazgatás
A román törvényhozás kétkamarás: a Szenátusból (Senat, 136 szenátor) és a Képviselőházból (Camera Deputaților, 330 képviselő) áll. Mindkét ház tagjait négy évre választják.
A köztársasági elnök a végrehajtó hatalom feje, őt szintén közvetlen szavazással 5 évre választják (2004-ig 4 évre).
Az elnök nevezi ki a miniszterelnököt, aki a kormány (minisztertanács) vezetője.

### Közigazgatási beosztás

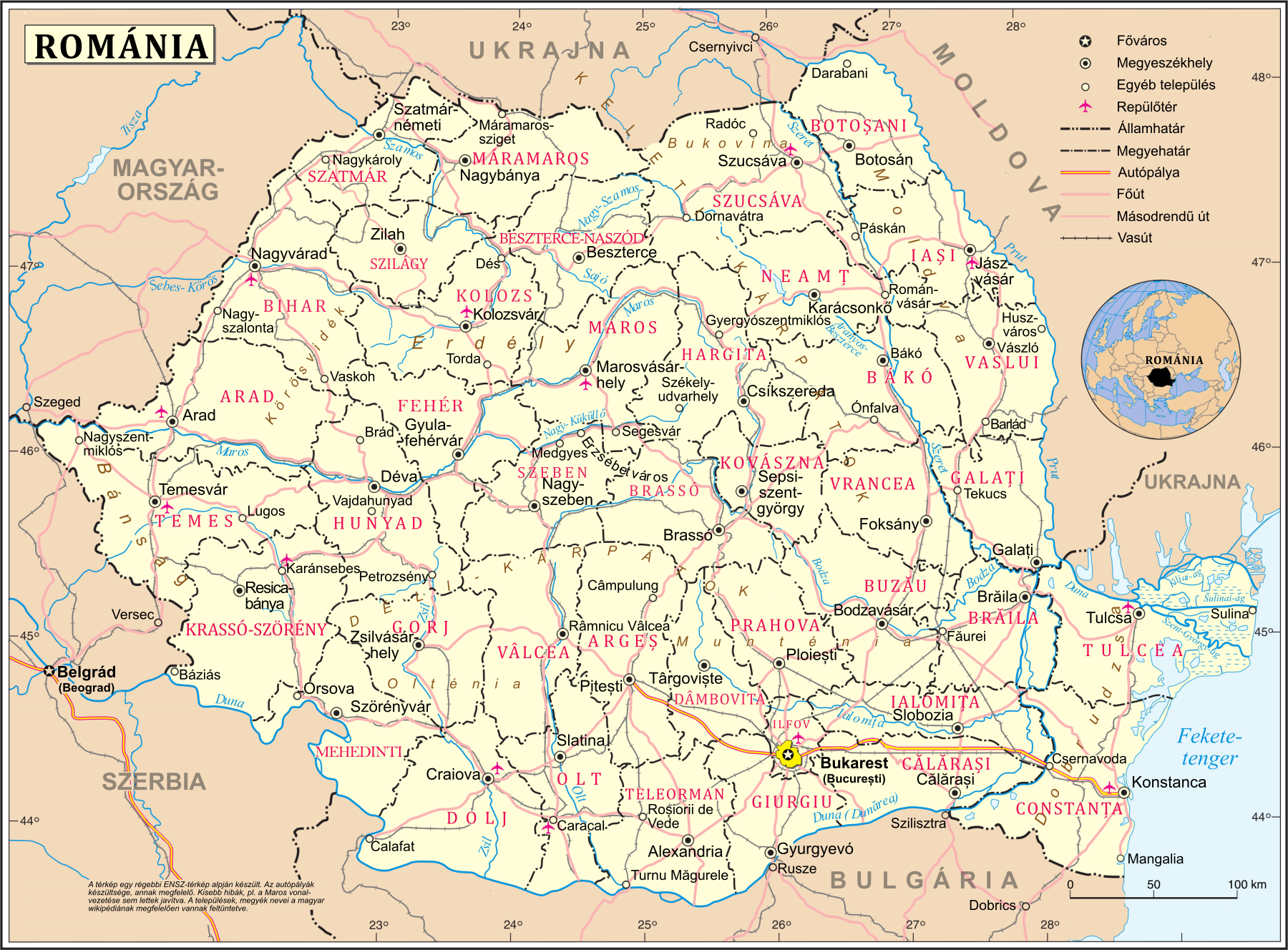
Románia megyéi és nagyobb települései.

Románia fővárosra (Bukarest), valamint 41 megyére oszlik.
Lásd még:
- Románia megyéi
- Románia települései (kategórialap)

### Kormányfők
- Románia kormányfőinek listája

### Politikai pártok
Jelentősebb romániai pártok (2021 áprilisában):
- Nemzeti Liberális Párt (PNL) – parlamenti párt
- Mentsétek meg Romániát Szövetség (USR) – parlamenti párt (az USR-PLUS szövetség részeként)
- Szabadság, Egység és Szolidaritás Párt (PLUS) – parlamenti párt (az USR-PLUS szövetség részeként)
- Romániai Magyar Demokrata Szövetség (RMDSZ/UDMR) – parlamenti párt
- Szociáldemokrata Párt (PSD) – parlamenti párt
- Románok Egyesüléséért Szövetség (AUR) – parlamenti párt
- PRO Románia Párt (PRO)
- Népi Mozgalom Párt (PMP)
- Liberálisok és Demokraták Szövetsége (ALDE)
- Szabad Emberek Pártja (POL)
- * Magyar Polgári Párt (MPP)
- Erdélyi Magyar Néppárt (EMNP)

Lásd még:
- Romániai politikai szervezetek listája

### Védelmi rendszer
Romániában a korábbi sorhadsereget felváltotta az önkéntességen alapuló hivatásos hadsereg.

## Népesség

### Általános adatok
- Lakosság: 19,2 millió fő (2020)[18]
- Születéskor várható élettartam (2016)[19]: 75,1 év; férfiak: 71,7, nők: 78,8 év
- Városi lakosság aránya (2017)[18]: kb. 61%

### Népességváltozás

Románia népességének változása 1969-2010 között

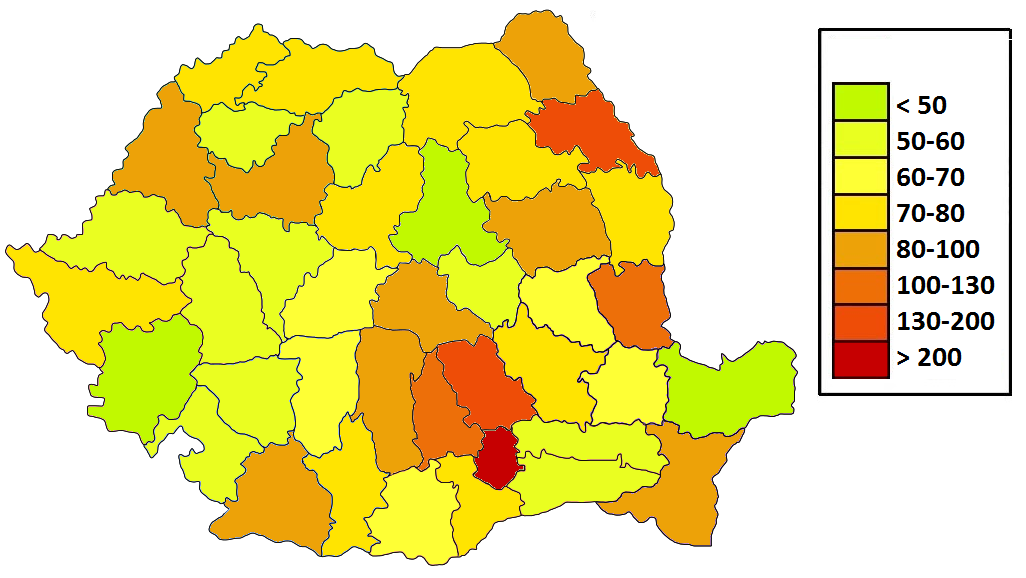
Népsűrűség megyénként

Népességének változása 1960 és 2020 között:
| Románia népességének változása |                      |                     |
| Év                             | Népesség (millióban) | Népsűrűség (fő/km²) |
| 1960                           | 18,6                 | 81                  |
| 1970                           | 20,5                 | 89                  |
| 1980                           | 22,6                 | 98                  |
| 1990                           | 23,5                 | 102                 |
| 2000                           | 22,1                 | 96                  |
| 2010                           | 20,3                 | 88                  |
| 2020                           | 19,2                 | 84                  |

Romániában, számos más hasonlóan világszerte, csökken a népesség. A rendszerváltozás után felgyorsult a népességcsökkenés és az elöregedés, mivel a halálozások száma évről évre meghaladja a születésekét. Ennek és a jelentős kivándorlásnak a következménye, hogy az ország lakossága jelentősen csökkent az 1990-es évek eleje óta.
A komoly mértékű kivándorlás és az ipar földrajzi diverzifikáltságának, elhelyezkedésének módosulása (pl.: Erdélybe és a Partiumba betelepült feldolgozóipar, ezzel szemben Moldva szerkezeti problémái) módosította Románia népesség-eloszlását is az európai uniós csatlakozás után.

### Kivándorlás
A népességcsökkenést az 1990-es évektől fokozta a migráció. Az elvándorlás oka kezdetben a munkanélküliség, a jobb életfeltételek megteremtéséhez szükséges anyagi források biztosítása és az otthon maradtak anyagi támogatása.
A román nemzetiségűek elsődleges migrációs célországai Olaszország, Spanyolország – főként a nyelvi hasonlóság miatt – továbbá az USA voltak, de mára az EU összes országában is nagy számban találhatunk románokat. 2018-ban kb. 5 millió kivándorolt román él külföldön.
| A kivándorlás célországa | Számban   | Forrás |
| ------------------------ | --------- | ------ |
| Olaszország              | 1.290.000 | [ 22 ] |
| Egyesült Államok         | 1.100.000 | [ 23 ] |
| Spanyolország            | 913.000   | [ 24 ] |
| Izrael                   | 500.000   | [ 22 ] |
| Németország              | 450.000   | [ 22 ] |
| Ukrajna                  | 338.000   | [ 25 ] |
| Kanada                   | 204.000   | [ 22 ] |
| Franciaország            | 200.000   | [ 24 ] |
| Egyesült Királyság       | 158.000   | [ 22 ] |
| Ausztria                 | 106.000   | [ 22 ] |
| Belgium                  | 93.000    | [ 22 ] |

### Nagyobb városok
A 2002-es népszámlálás után: Bukarest (1 921 751), Jászvásár (Iași) (321 580), Kolozsvár (318 027), Temesvár (317 651), Konstanca (310 526), Craiova (302 622), Galați (298 584), Brassó (283 901), Ploiești (232 452), Brăila (216 929), Nagyvárad (Oradea) (206 527), Bákó (Bacău) (175 921), Arad (172 824), Pitești (168 756), Nagyszeben (Sibiu) (155 045), Marosvásárhely (149 577), Nagybánya (137 976), Bodzavásár (133 116), Szatmárnémeti (115 630), Botosán (115 344), Râmnicu Vâlcea (107 656), Szucsáva (106 138), Karácsonkő (105 499), Szörényvár (104 035), Foksány (103 219).
A 2011-es népszámlálás szerint a 200 000 főnél nagyobb városok sorrendje: Bukarest – 1 677 985; Kolozsvár – 309 132; Temesvár – 303 708; Jászvásár – 263 410; Konstanca – 254 693; Craiova – 243 765; Galați – 231 204; Brassó – 227 961.

### Etnikai, nyelvi, vallási megoszlás

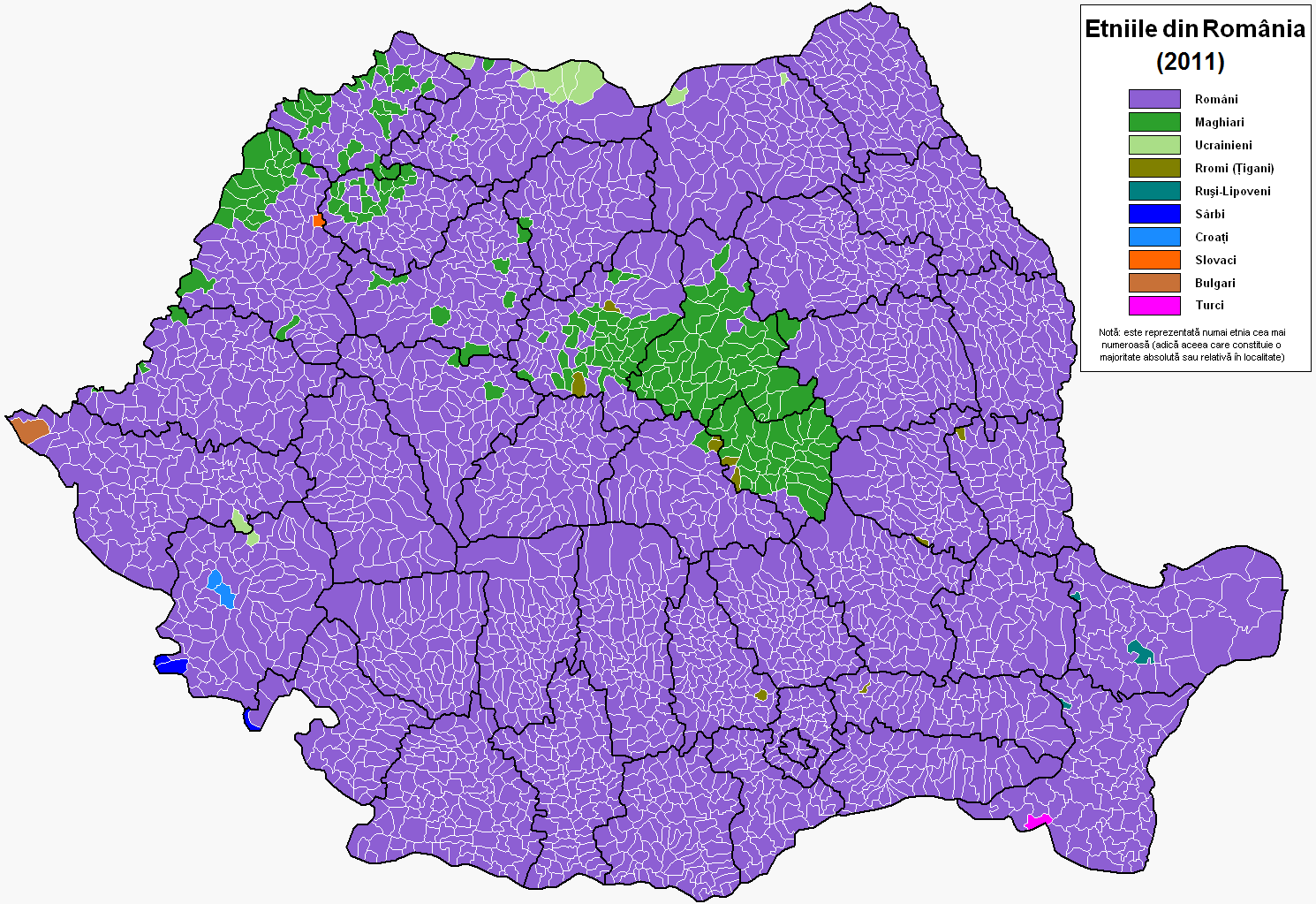
Románia nemzetiségi térképe (2011). A különböző színek az adott térségben abszolút vagy relatív többséggel rendelkező nemzetiségeket jelölik. Sötétzöld: magyar

Magyar nyelv 20%-os lakosságarányt meghaladó jelenléte Erdélyben

#### Etnikai összetétel

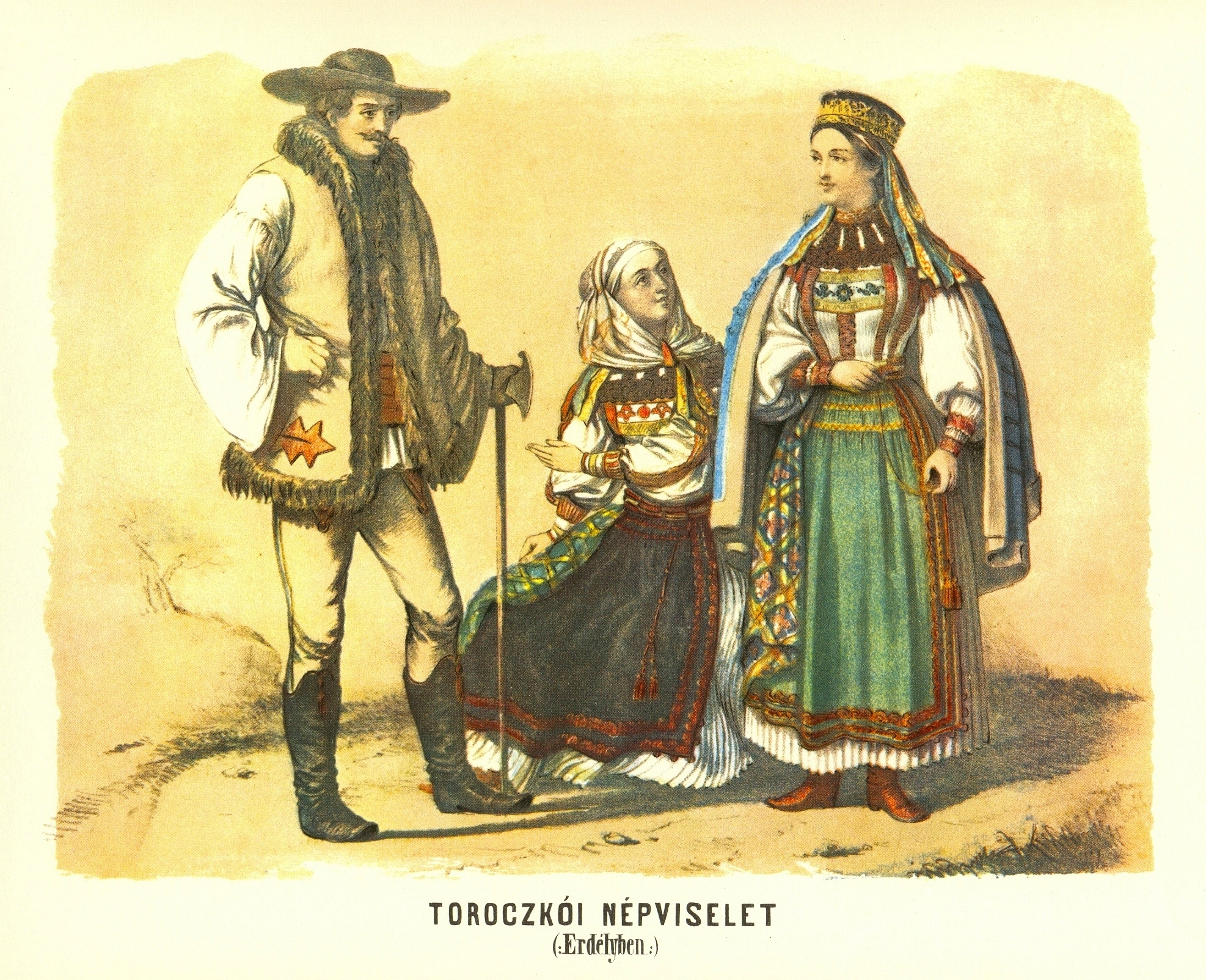
Torockói népviselet

Románia nemzetiségi összetétele a 2011-es népszámlálás szerint:
- Román – 88,6%
- Magyar – 6,5%
- Cigány – 3,3%
- Ukrán – 0,3%
- Német – 0,2%
- Orosz – 0,1%
- Török – 0,1%
- Egyéb, nem nyilatkozott – 0,9%

A magyarok alkotják a legnagyobb nemzeti kisebbséget (a népszámlálás szerint 2021-ben 1 002 151 fő). Székelyföldön egy tömbben közel 700 ezer magyar él. Az 1990-es évekig a németek voltak a másik nagy kisebbségi csoport (szászok és svábok), azonban döntő többségük a kommunizmus bukását követően Németországba települt. A magyarok és a németek főleg Erdélyben élnek. A cigányok aránya a népszámlálásban szereplőnél lényegesen magasabb (becslések szerint több mint 3-10%), mert a népszámlálások során többféle okból sokan úgy döntenek, hogy románnak vagy magyarnak (főleg Székelyföldön) jelentik be magukat. Említendő etnikai csoport a több mint tízezres lélekszámú lengyel kisebbség Suceava megyében, és a szintén tízezresre becsült albánok. Korábban jelentős számú zsidó és örmény lakosság is élt az országban. Lásd még: Székelyek, Csángók

#### Nyelvi megoszlás
Románia hivatalos nyelve a román. A román nyelv az újlatin nyelvek közé tartozik. A románok az egyetlen önálló állammal rendelkező nép Kelet-Európában, akik latin eredetű nyelven beszélnek. (Albániában, Macedóniában, Szerbiában, Bulgáriában és Görögországban élnek még kisebb elszigetelt vlach népcsoportok.)
A magyarok és a németek anyanyelve a magyar, illetve a német nyelv. A 2001-es Helyi közigazgatási törvény bevezetése óta mindkét nyelv hivatalosan használható mindazokon a településeken, ahol a beszélőik létszáma meghaladja a 20%-ot. Ugyanez érvényes a többi kisebbség nyelvére is. (Jelenleg összesen 1062 olyan település van Romániában, ahol a törvény szerint a magyar is hivatalosan használható nyelv.)
A cigányoknak nyelvük szerint több csoportjuk van. Egy részük anyanyelve a cigány nyelv, számos nyelvjárással, mások román, illetve Erdélyben néhol magyar anyanyelvűek.

#### Vallási megoszlás

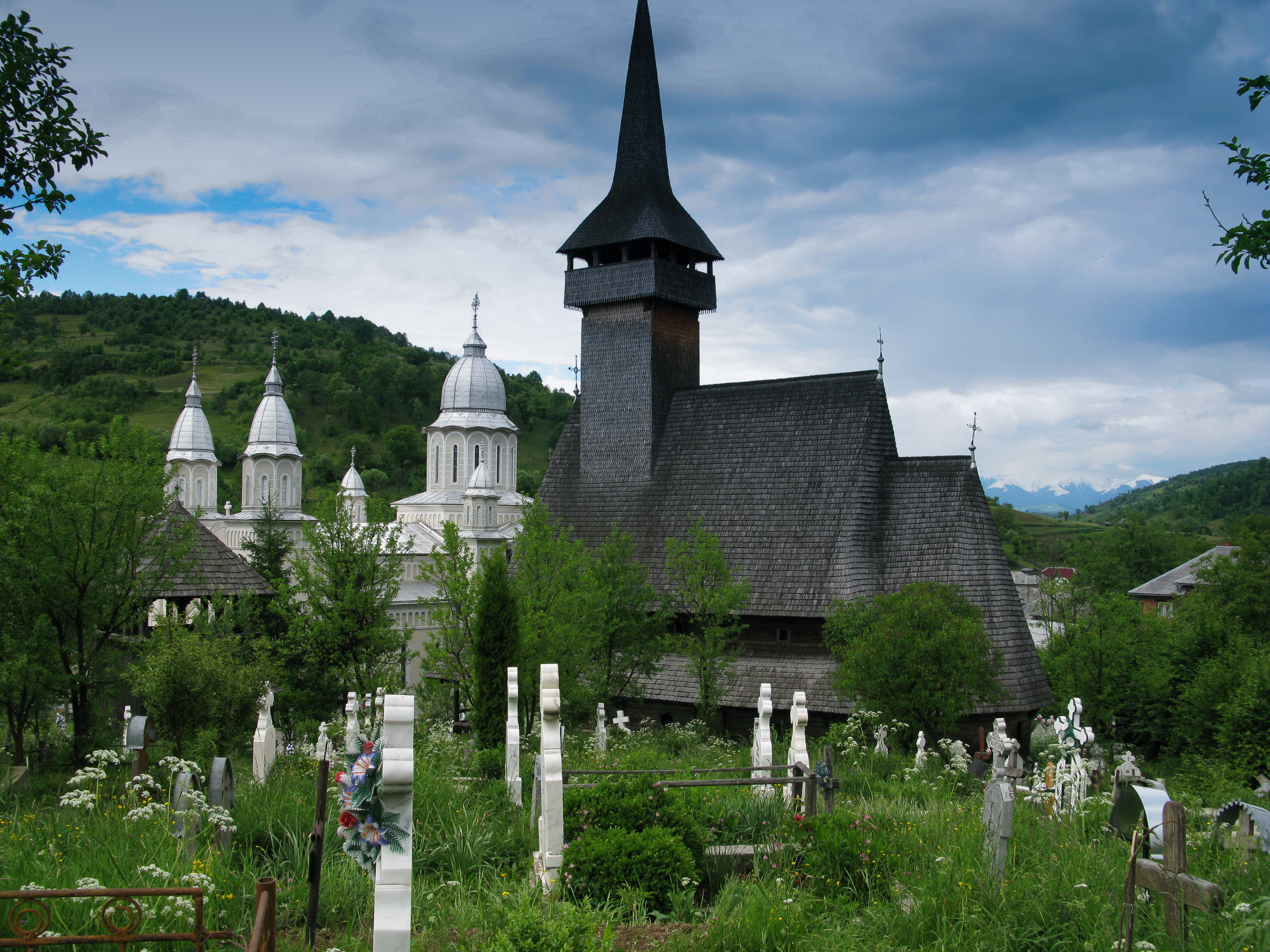
Batiza templomai (Máramaros)

A népszámlálási adatok szerint a román állampolgárok többsége (87%) a román ortodox egyház tagja, amely a keleti ortodox kereszténység egyik képviselője.
A katolikus (római katolikus és görögkatolikus) vallás követői (5,4%) túlnyomórészt Erdélyben, kisebb részben Moldvában laknak, közülük a római katolikusok jelentős része magyar (Bukarestben és környékén olasz hittérítők XIX–XX. századi erőfeszítései nyomán él egy apró román közösség is), míg a nagyrészt erdélyi görögkatolikusok között románok és magyarok is vannak. Utóbbiak száma 1948 után csappant meg, amikor a kommunista hatalom 1948-ban szovjet mintára betiltotta a görögkatolikus vallást, vagyonának nagy részét pedig a román ortodox egyháznak adta. Az igazságtalanul eltulajdonított vagyon nagy részét a román hatalom a mai napig nem szolgáltatta vissza jogos tulajdonosának. A protestánsok (3,7%) közé elsősorban a magyarlakta területeken élő reformátusok és unitáriusok, valamint az evangélikusok tartoznak, ez utóbbiak száma azonban a németek elvándorlásával jelentősen csökkent.
Dobrudzsában (a Fekete-tenger partján fekvő országrészben) muszlim kisebbség él, amelynek vallása a török uralom időszakára nyúlik vissza. A második világháború előtt jelentős számú zsidó élt az országban, kb. 800 ezer fő, azonban a holokauszt pusztítása miatt, a német és magyar hatóságok 1944-es intézkedéseinek következtében ma már csak ennek a töredéke, kb. 6000 fő. Fő központjaik: Bukarest, Nagyvárad és Kolozsvár.

## Gazdaság

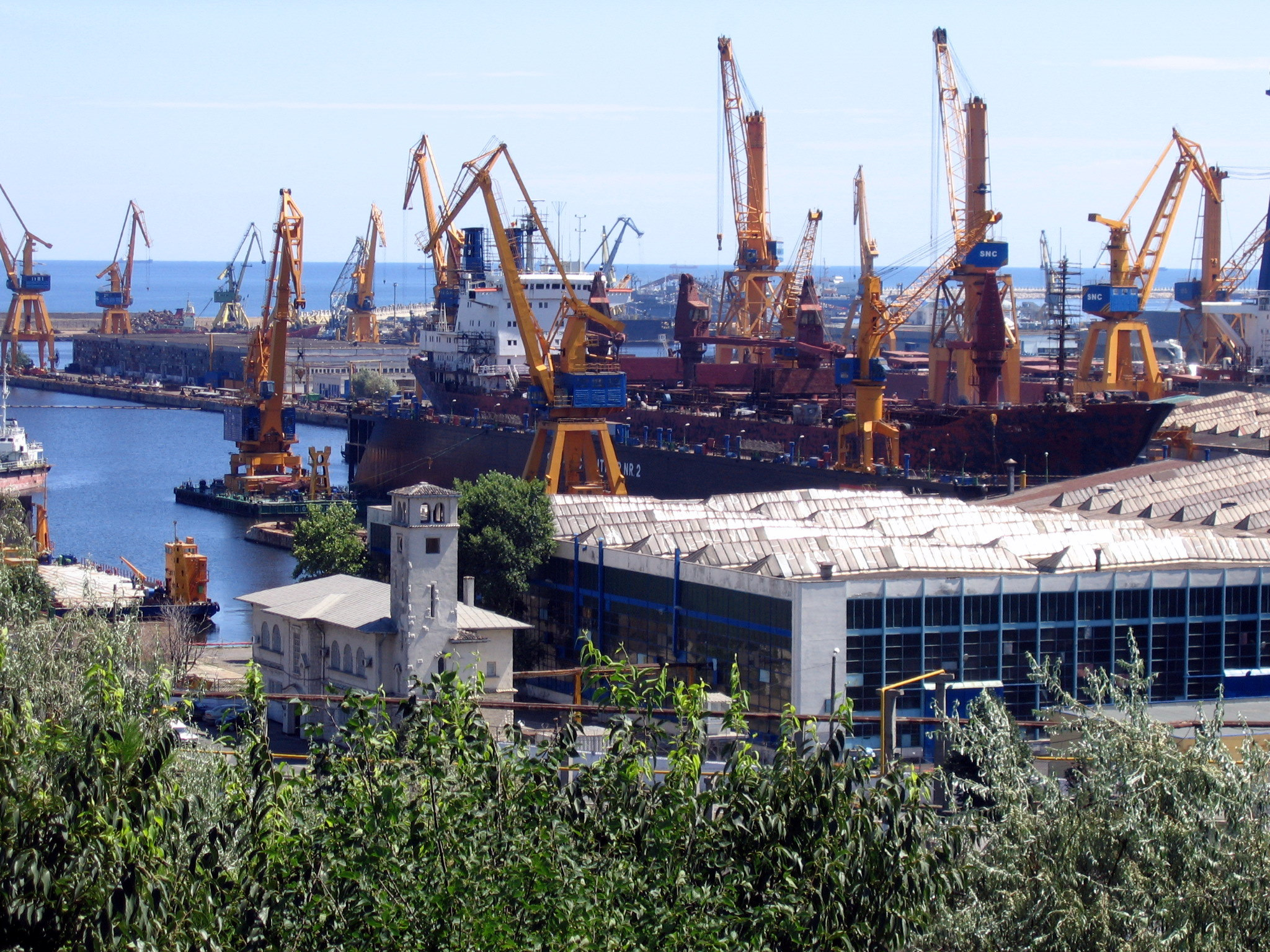
A konstancai kikötő egy része

### Általános adatok
Az ország gazdasági növekedése 2010 óta az egyik legmagasabb az EU-ban, 2022-ben a vártnál jobban, 4,8%-kal nőtt.
2022-ben az Európai Unióban a 12. helyen áll az össz nominális GDP alapján  és a 7. legnagyobb vásárlóerő-paritáson számolva.
2023-ra a legfontosabb gazdasági mutatókban, így munkatermelékenységben, az egyéni fogyasztásban, vagy az egy főre eső GDP (PPP) tekintetében  és az árszinttel korrigált bérekben is megelőzte Magyarországot. 2024. július 1-én a nettó minimálbér 2363 lejre emelkedett (kb. 475 euró), így bruttóban és nettóban is megelőzte a magyarországit.
| Év   | GDP (milliárd US$ PPP-ben) | GDP per fő (US$ PPP) | GDP növekedés (reál) | Infláció (százalékban) | Munkanélküliség (százalékban) | Államadósság (a GDP %-ban) |
| ---- | -------------------------- | -------------------- | -------------------- | ---------------------- | ----------------------------- | -------------------------- |
| 2000 | 178,8                      | 07 970               | 2,9%                 | 45,7%                  | 7,6%                          | 17,6%                      |
| 2001 | 193,1                      | 08 618               | 5,6%                 | 34,5%                  | 7,3%                          | 16,1%                      |
| 2002 | 206,2                      | 09 462               | 5,2%                 | 22,2%                  | 8,3%                          | 16,0%                      |
| 2003 | 222,0                      | 10 264               | 5,5%                 | 15,3%                  | 7,8%                          | 14,8%                      |
| 2004 | 247,1                      | 11 484               | 8,4%                 | 11,9%                  | 8,0%                          | 10,5%                      |
| 2005 | 265,7                      | 12 428               | 4,2%                 | 9,0%                   | 7,1%                          | 8,0%                       |
| 2006 | 296,0                      | 13 923               | 8,1%                 | 6,6%                   | 7,2%                          | 3,8%                       |
| 2007 | 324,7                      | 15 366               | 6,8%                 | 4,8%                   | 6,3%                          | 5,1%                       |
| 2008 | 358,4                      | 17 369               | 8,3%                 | 7,8%                   | 5,5%                          | 8,1%                       |
| 2009 | 339,8                      | 16 623               | −5,9%                | 5,6%                   | 6,3%                          | 15,4%                      |
| 2010 | 334,3                      | 16 470               | −2,8%                | 6,1%                   | 7,0%                          | 22,9%                      |
| 2011 | 348,1                      | 17 233               | 2,0%                 | 5,8%                   | 7,2%                          | 27,3%                      |
| 2012 | 358,9                      | 17 859               | 1,2%                 | 3,3%                   | 6,8%                          | 28,9%                      |
| 2013 | 377,6                      | 18 860               | 3,5%                 | 4,0%                   | 7,1%                          | 29,5%                      |
| 2014 | 396,2                      | 19 855               | 3,1%                 | 1,1%                   | 6,8%                          | 29,7%                      |
| 2015 | 416,4                      | 20 950               | 4,0%                 | −0,6%                  | 6,8%                          | 29,7%                      |
| 2016 | 442,0                      | 22 369               | 4,8%                 | −1,6%                  | 5,9%                          | 27,9%                      |
| 2017 | 481,5                      | 24 508               | 7,0%                 | 1,3%                   | 5,0%                          | 28,3%                      |
| 2018 | 514,5                      | 28 508               | 5,0%                 | 1,3%                   | 4,0%                          | 28,3%                      |
| 2019 | 545,5                      | 29 508               | 4,0%                 | 1,3%                   | 3,4%                          | 28,3%                      |

### Mezőgazdaság
2018-ban Románia volt az EU harmadik legnagyobb mezőgazdasági termelője.
Az ország éléskamrája a Havasalföld.[forrás?] A Bărăganra jellemzőek a nagy búzaföldek. A sertés- és baromfitenyésztés, továbbá az almatermelés a nyugati régiókban koncentrálódik.
Kukorica termesztésében kiemelkedő, amelyet népélelmezésre is felhasználnak. Termesztésében 2003-ban világon a 10. helyen áll. Az ipari növények közül a napraforgó termesztése kiemelkedő. További fontosabb termesztett növények: búza, árpa, cukorrépa, takarmánynövények.
Moldva szőlő- és bortermelése híres. Kitűnő minőségű borait exportálják. Az ország primőr zöldségeit (paradicsom, paprika stb.) Nyugat-Európa piacaira szállítják.

### Ipar

#### Energiahordozók
Az ország fő energiaforrása a kőolaj és a földgáz. A kőolajbányászat és a vegyipar központja Ploiești (ejtsd: 'plojesty'). Kiterjedt földgáztelepek húzódnak az Erdélyi-medence alatt. A földgázt Marosvásárhely és Kolozsvár vegyipari üzemei dolgozzák fel.

#### Ásványi nyersanyagok
Sok ásványkincse van, a kitermelés azonban – főként a készletek elapadása miatt – kevéssé gazdaságos, és a 21. század elején általánosan csökkent.
Az Erdélyi-medence területén évezredek óta aranyat és ezüstöt bányásznak. A medence peremén kősót bányásznak. Jelentősebb még a bauxit, ólom, réz, mangánérc, színesfémek kitermelése.

#### Gépgyártás
A gépipar – főként alkatrészgyártó üzemei révén – országszerte megtalálható. Az ország személyautó gyártása 2000–2010 között háromszorosára nőtt.
Brassóban traktorokat, teherautókat, repülőgépeket gyártanak. Arad gépkocsi- és vasútikocsi-gyártása jelentős. Havasalföld városaiban (Craiovában, Piteștiben) sokoldalú gépgyártás és autóipar telepedett meg. Piteștiben gyártják a Daciát, Craiovában a Ford gépkocsikat. Ploieștiben bányászati gépeket gyártanak, Temesváron villamos- és mezőgazdasági gépipar, Konstanca, Galați és Brăila városaiban hajógyártás működik. Kolozsvár, Marosvásárhely, Nagyszeben városaiban műszeripar, elektrotechnika, elektronika van jelen.
A járműipar adta az ország bruttó hazai termékének 12 százalékát 2015-ben, valamint több, mint 203 000 embernek adott munkát.

#### További ágazatok
Jelentős a fafeldolgozás, a papírgyártás, az építőanyag-ipar, cementgyártás, a műtrágyagyártás, a textilipar, élelmiszeripar, halászat. Az idegenforgalom a Kárpátok hegyvidékén és a tengerparti üdülőhelyeken összpontosul.

### Külkereskedelem
Románia 2022-ben a világ 43. legnagyobb exportőre, és 35. legnagyobb importőre volt. 2022-ben Románia 99,5 milliárd $ értékben exportált és 129 milliárd $ értékben importált, 29,5 milliárd $ hiánnyal. Az ország külkereskedelme Európa központú.
A román exporttermékek legjelentősebb területei a gépipar, a közlekedésipar és a fémipar. A legjelentősebb kiviteli termékek a gépjárművek, gépjármű alkatrészek és tartozékok, valamint a szigetelt vezetékek. Románia legjelentősebb exportországa Németország és Olaszország, ahova a teljes exportállomány több mint az egynegyede (28,5%) érkezik. 2017 és 2022 között, az exporttermékek közül a gépjárművek és a búza kivitele nőtt a legnagyobb mértékben, míg a legnagyobb visszaesést a gépjármű alkatrészek és tartozékok, valamint a személyszállító- és teherhajók szenvedték el. Az exportországok közül 2017 és 2022 között Németország és Magyarország aránya nőtt a legnagyobbat, míg a legnagyobb visszaesést Oroszország és Algéria szenvedte el.
A román importtermékek legjelentősebb területei a gépipar, az ásványi termékek és a vegyipar. A legjelentősebb behozatali termékek a nyers kőolaj, gépjármű alkatrészek és tartozékok, valamint a finomított kőolaj. Románia legjelentősebb importországa Németország és Olaszország, ahonnan a teljes importállomány egynegyede (24,7%) érkezik. 2017 és 2022 között, az importtermékek közül a nyers és a finomított kőolaj behozatala nőtt a legnagyobb mértékben, míg a legnagyobb visszaesést a belsőégésű motorok és a légi járművek szenvedték el. Az importországok közül 2017 és 2022 között Németország és Törökország aránya nőtt a legnagyobbat, míg a legnagyobb visszaesést az Egyesült Királyság és Üzbegisztán szenvedte el.

#### Termékek
Az ország tíz legnagyobb export- és importterméke a következő volt 2022-ben:
|     | Legnagyobb exporttermékek          | Legnagyobb exporttermékek | Legnagyobb importtermékek          | Legnagyobb importtermékek |
| --- | ---------------------------------- | ------------------------- | ---------------------------------- | ------------------------- |
|     | Termék                             | Arány                     | Termék                             | Arány                     |
| 1.  | Gépjárművek                        | 6,8%                      | Nyers kőolaj                       | 4,9%                      |
| 2.  | Gépjármű alkatrészek és tartozékok | 6,6%                      | Gépjármű alkatrészek és tartozékok | 3,5%                      |
| 3.  | Szigetelt vezetékek                | 4,2%                      | Finomított kőolaj                  | 2,8%                      |
| 4.  | Finomított kőolaj                  | 3,6%                      | Gyógyszerek                        | 2,7%                      |
| 5.  | Búza                               | 3,2%                      | Gépjárművek                        | 2,7%                      |
| 6.  | Elektromos vezérlőtáblák           | 3%                        | Földgáz                            | 1,7%                      |
| 7.  | Gumiabroncsok                      | 2,2%                      | Integrált áramkörök                | 1,7%                      |
| 8.  | Villamosenergia                    | 1,7%                      | Szigetelt vezetékek                | 1,6%                      |
| 9.  | Földgáz                            | 1,7%                      | Műsorszóró berendezések            | 1,5%                      |
| 10. | Ülőalkalmatosságok                 | 1,6%                      | Villamosenergia                    | 1,1%                      |

#### Országok
A fő országok, amelyekbe Románia exportált és amelyekből importált termékeket 2022-ben:
|     | Legnagyobb exportországok | Legnagyobb exportországok                                                                | Legnagyobb exportországok | Legnagyobb importországok | Legnagyobb importországok                                                        | Legnagyobb importországok |
| --- | ------------------------- | ---------------------------------------------------------------------------------------- | ------------------------- | ------------------------- | -------------------------------------------------------------------------------- | ------------------------- |
|     | Ország                    | Termék                                                                                   | Arány                     | Ország                    | Termék                                                                           | Arány                     |
| 1.  | Németország               | Gépjármű alkatrészek és tartozékok, elektromos vezérlőtáblák, szigetelt vezetékek...stb. | 18,9%                     | Németország               | Gépjármű alkatrészek és tartozékok, integrált áramkörök, gépjárművek...stb.      | 16,6%                     |
| 2.  | Olaszország               | Gépjárművek, bőrcipők, elektromos fűtőtestek...stb.                                      | 9,6%                      | Olaszország               | Gépjármű alkatrészek és tartozékok, hengerelt vas- és acéllemezek...stb.         | 8,1%                      |
| 3.  | Magyarország              | Földgáz, villamosenergia, szigetelt vezetékek...stb.                                     | 6,8%                      | Magyarország              | Gyógyszerek, villamosenergia, földgáz...stb.                                     | 6,2%                      |
| 4.  | Franciaország             | Gépjárművek, gumiabroncsok, gépjármű alkatrészek és tartozékok...stb.                    | 5,8%                      | Törökország               | Finomított és nyers kőolaj, kis vascsövek...stb.                                 | 6,1%                      |
| 5.  | Bulgária                  | Finomított kőolaj, nyers kőolaj, napraforgómag...stb.                                    | 3,9%                      | Lengyelország             | Gépjármű alkatrészek és tartozékok, szűrőberendezések, koksz...stb.              | 5,9%                      |
| 6.  | Lengyelország             | Gépjármű alkatrészek és tartozékok, gépjárművek, szigetelt vezetékek...stb.              | 3,7%                      | Kína                      | Légszivattyúk, műsorszóró berendezések, műsorszóró kiegészítők...stb.            | 5,8%                      |
| 7.  | Hollandia                 | Gépjárművek, napraforgómag, kukorica...stb.                                              | 3,4%                      | Bulgária                  | Földgáz, villamosenergia, ipari zsír...stb.                                      | 5,1%                      |
| 8.  | Törökország               | Vashulladék, gépjárművek, belsőégésű motorok...stb.                                      | 3,2%                      | Oroszország               | Nyers és finomított kőolaj, földgáz...stb.                                       | 4%                        |
| 9.  | Egyesült Királyság        | Gépjárművek, gépjármű alkatrészek és tartozékok, szűrőberendezések...stb.                | 3,1%                      | Franciaország             | Gépjárművek, gépjármű alkatrészek és tartozékok, gyógyszerek, gépjárművek...stb. | 4%                        |
| 10. | USA                       | Acélöntvények, gumiabroncsok, vascsövek...stb.                                           | 3%                        | Hollandia                 | Műsorszóró berendezések, gyógyászati alapanyagok, gyógyszerek...stb.             | 3,5%                      |

## Közlekedés

Románia főútvonalai, illetve létező és tervezett autópályái

### Vízi közlekedés
Fő kikötői: Konstanca (Fekete-tenger), Galați (Duna), Brăila (Duna), Tulcea (Duna)
További fontos kikötők:
- Fekete-tenger: Mangalia, Năvodari, Sulina
- Duna-Fekete-tenger csatorna: Basarabi, Poarta Albă, Agigea, Cernavodă
- Duna: Giurgiu, Drobeta-Turnu Severin, Oltenița

### Légi közlekedés
A repterek száma 61, ebből burkolt pályájú 25 (2005-ben). Nemzeti légitársasága a TAROM. Diszkont légitársaságai a Blue Air, az Air Bucharest, a Carpatair.
Legfőbb nemzetközi forgalmú repterek:
- Henri Coandă nemzetközi repülőtér (Bukarest Otopeni)
- Kolozsvári nemzetközi repülőtér
- Temesvári nemzetközi repülőtér
- Iași nemzetközi repülőtér

## Kultúra

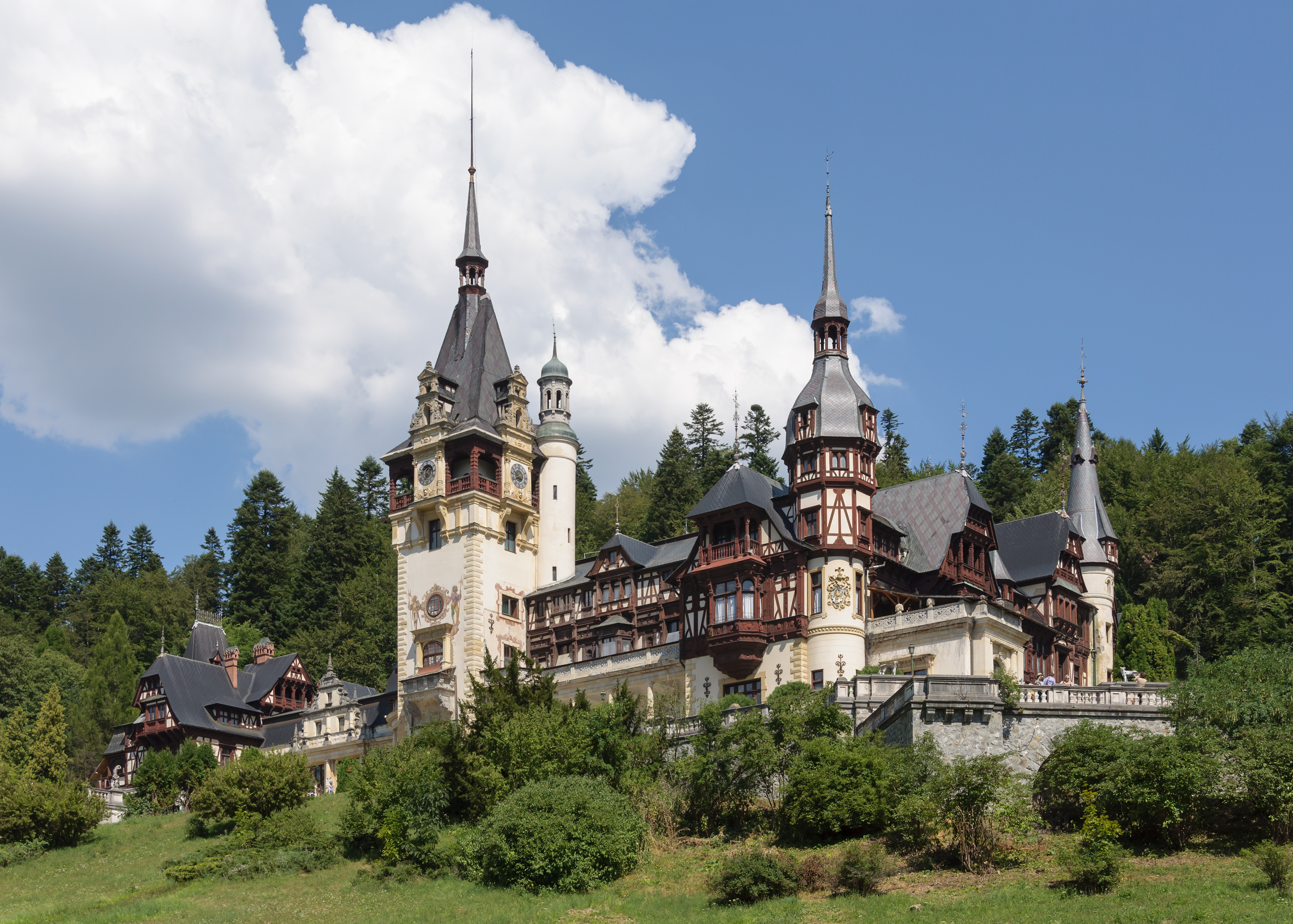
Peleș-kastély, Sinaia

Románia kultúrájához tartozik mind a románok kultúrája, mind a Romániában élő más etnikumoké. Egyeseknek van anyanemzetük (a magyaroknak, a németeknek stb.), mások a világban szétszórt etnikumok részei (zsidók, cigányok). Mindkét esetben ezek kultúrái a Románia határain kívüli megfelelőik kultúrájának a részei is. Voltak és vannak bizonyos kölcsönhatások és összefonódások a többségi és a kisebbségi kultúrák között, mégis különböző kultúrákról van szó.
Mind a román, mind a kisebbségi kultúráknak volt és van néhány külföldön is elismert személyisége. Olyan értékei és helyei is vannak, amelyek nemzetközi elismerését például az UNESCO világörökségi listáin való jelenlétük tanúsítja.

### Kulturális világörökség
Az UNESCO által elismerten a világ kulturális örökségének részét képező építmények Románia jelenlegi területén:
- Erdély erődtemplomos falvai;
- A Horezu-kolostor;
- Észak-moldvai kolostorok;
- Dák erődítmények a Szászvárosi-hegységben;
- Segesvár történelmi központja;
- Máramaros fatemplomai.

## Oktatás
A modern értelemben vett oktatási rendszer a 19. század közepe felé vette kezdetét úgy Erdélyben, mint az akkori Romániában. Ennek második felében vezették be a tankötelezettséget, és célul tűzték ki az írástudatlanság felszámolását, ami lassan, nehézkesen haladt előre.
Az első világháború után nagy megrázkódtatás érte Erdélyben a kisebbségivé vált magyar tannyelvű oktatást, de a német nyelvűt is. Ezek helyzete csak a kommunista rendszerben javult, és ugyancsak ez alatt sikerült csaknem egészen felszámolni az írástudatlanságot. Ugyanakkor az oktatás a kommunista, majd a nacionalista kommunista ideológia béklyójától szenvedett.
1989 után az oktatási rendszer ettől a béklyótól megszabadult, viszont a szükséges reformok bevezetése kaotikus volt és bizonytalanságot keltett. 2011-ben hozták meg az utólagos módosításaival együtt 2017-ben is hatályos oktatási törvényt, mely a helyzet javítására irányult, és a kisebbségi nyelveken való oktatásnak is általában kedvező jogi alapot adott.
A romániai oktatási rendszer szerkezete nagyjából hasonlít a többi európai ország rendszereinek a szerkezetére, a tankötelezettség 11 éves, és meghosszabbítását tervezik, a felsőoktatás pedig az Európai Unió bolognai folyamatához alkalmazkodik.

## Turizmus, látnivalók

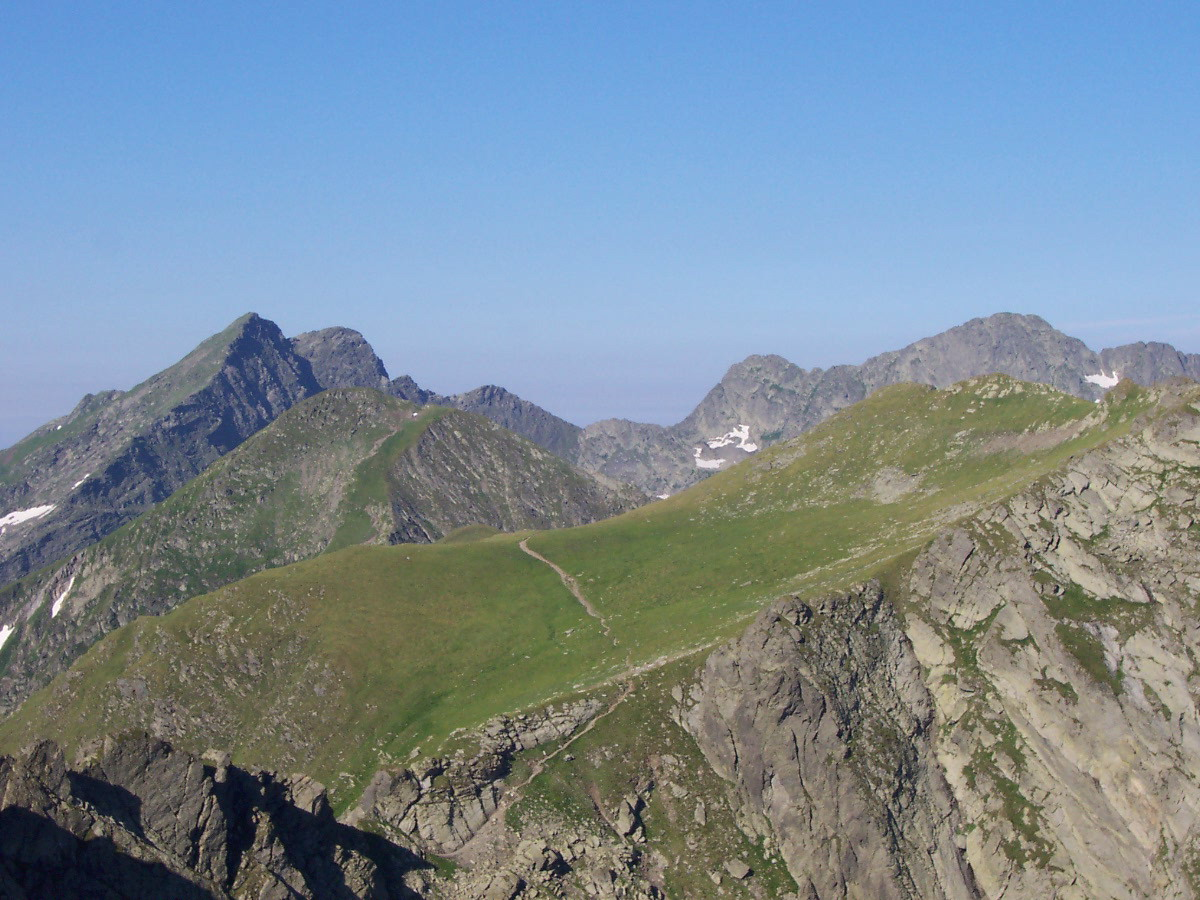
Fogarasi-havasok

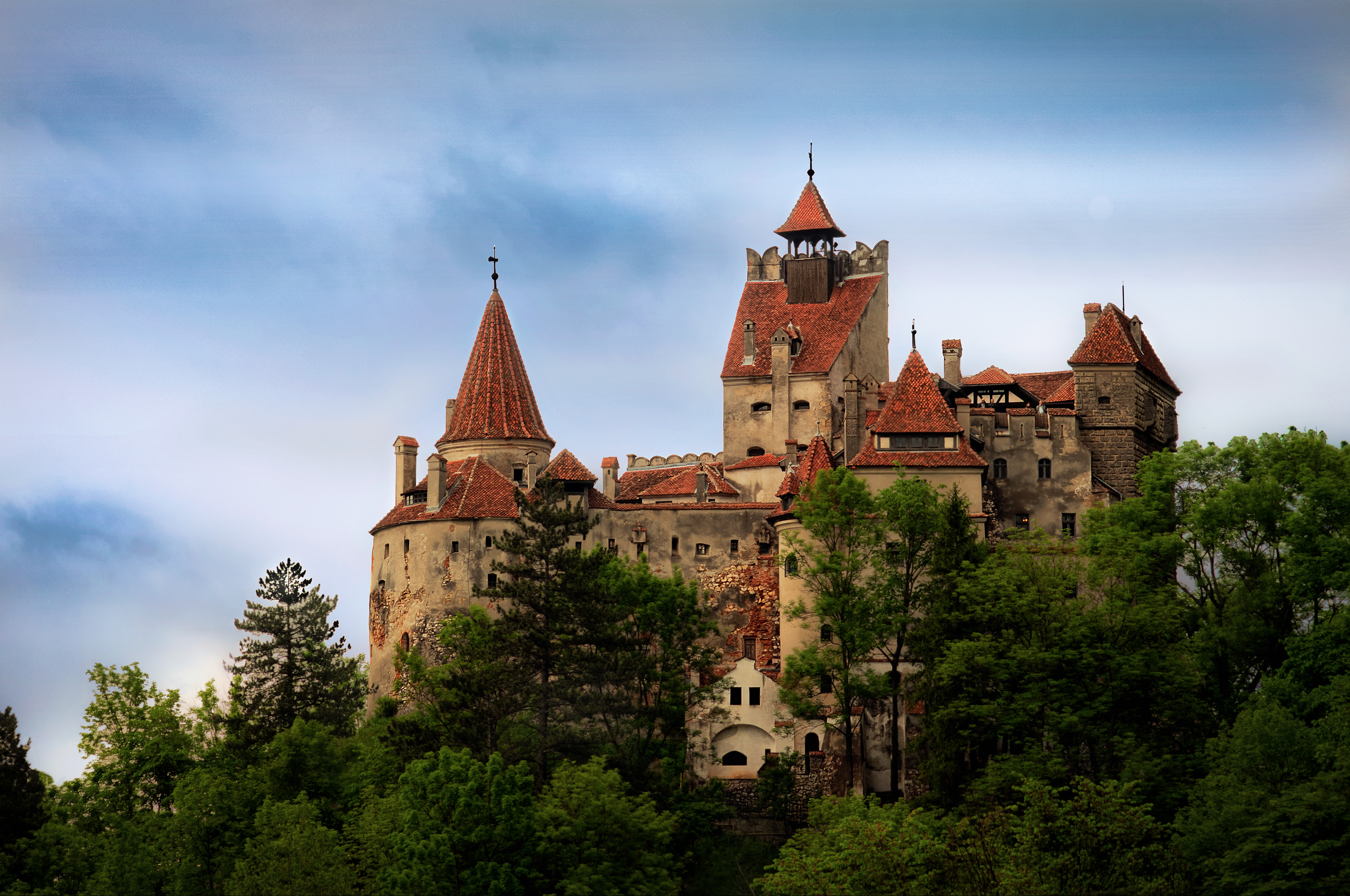
A Törcsvári kastély, amelyet Drakula kastélynak is hívnak

Románia természeti adottságai kedveznek az idegenforgalomnak. A legtöbb vendéget évek óta a román tengerpart vonzza.
Ma a csaknem 240 km hosszú tengerparton több mint 100 000 szállodai férőhely van. A tengerpart üdülőhelyei, Mamaia, Eforie, Mangalia, Neptun stb., a magyar turisták számára is jól ismertek. A tengerparton július második és augusztus első fele a legmelegebb időszak, ilyenkor nem ritka a 40 °C-nál is nagyobb hőség. Szeptemberben még mindig nyárias az időjárás, a 30–35 °C meleg kitűnő strandolási lehetőséget biztosít. Mamaia mellett Eforie Nord, és a Mangalia közelében kiépített Neptun és Olimp a leghíresebb fekete-tengeri üdülőhelyek.
Eforie Nord és Eforie Sud üdülőhelyek mellett terül el a 11 km² felületű, magas sótartalmú Techirghiol-tó, amelynek iszapja gyógyhatású. Igen sok horgász, vadász és evezős keresi föl a tavakkal, holtágakkal és csatornákkal át- meg átszőtt Duna-deltát.
A romániai Kárpátokban közkedvelt kiránduló- és üdülőhelyek vannak. A hegyláncok közötti medencék, a mélyre vágódott zuhatagos patak- és folyóvölgyek, a vadregényes szurdokok, hágók, hegyszorosok és a mészkőszirtekkel ékesített havasok, a tengerszemek és sziklacsúcsok világa felüdülést és pihenést nyújt a természetkedvelőknek. Különösen a szénsavas forrásairól, fürdőiről és kénes gőzölgéseiről híres Borszék, Hargitafürdő, Tusnádfürdő, Málnásfürdő, Herkulesfürdő, Cálimanești, Căciulata, Buziás, valamint a romantikus szépségű Békás-szoros. Gyilkos-tó, Szent Anna-tó, Bucsecs és a Brassói-havasok (Predeal, Sinaia, Azuga, Bușteni) vonzzák a legtöbb látogatót.
Románia magyar szempontból legérdekesebb idegenforgalmi központja a Székelyföld – amely valójában több történelmi és földrajzi egységből áll – nemcsak a már említett látnivalók miatt nyújt kiemelkedő értéket, hanem a kulturális hagyományai miatt is. Egy magyarországi embernek, aki még sosem járt ezen a vidéken, nehéz elképzelnie, hogy 10-14 óra autózás után a legtermészetesebb dolog, ha magyarul beszél. Helyenként akkor lenne bajban, ha románul próbálkozna, mert értetlen fülekre találna. A magyarlakta területek homogenitása csökken, a magyarság aránya mindenütt mérséklődik. Ezzel együtt varázslatos, több évtizeddel, akár száz évvel elmaradott településekre jutunk el, ha van bátorságunk letérni a kiváló minőségű földutakról és letesztelni autónkat a híresen rossz romániai utakon. A természet érintetlensége és varázslatossága mára már mindenütt híressé vált, egy átlag nagyvárosban élőnek elképzelhetetlen illatú levegővel, tiszta patakokkal és vendégszerető emberekkel szolgál ez a vidék. A régió természeti kincseit már felfedezték, és a helyiek is igyekeznek megőrizni azokat.
Lásd még:
- Románia turizmusa
- Románia magyar emlékei, látnivalói

## Sport
Románia igen jó helyezéseket ér el nemzetközi tornákon talajtornában, atlétikában. Az országban fontos szerepet játszik a labdarúgás. A legjobb román labdarúgónak a már visszavonult Gheorghe Hagi-t tartották. A legjobb román női sportolónak a szintén visszavonult Nadia Comăneci számított, aki elsőként szerzett 10 pontot tornában, az 1976-os montréali olimpián. Comăneci 1989-ben Amerikába emigrált.

## Ünnepek
Megtartják a karácsonyt, húsvétot. Húsvétkor a magyarok tartják a locsolkodás és pirostojásfestés hagyományait is. Karácsonykor ajándékosztás a szokás.
Hivatalos ünnepnapok:
| Időpont                 | Ünnep               | Román neve                        | Megjegyzés                                                                                 |
| ----------------------- | ------------------- | --------------------------------- | ------------------------------------------------------------------------------------------ |
| Január 1-2              | Újév                | Anul nou                          |                                                                                            |
| Január 24.              | Kisegyesülés ünnepe | Ziua Unirii Principatelor Române  | Havasalföld és Moldva 1859-es egyesülése; a modern román állam megszületése                |
| változó (Április/Május) | Húsvét              | Paștele                           | A hivatalos ünnep az ortodox húsvét. Az ünnep 3 napos: nagypéntek, húsvétvasárnap és hétfő |
| Május 1.                | A munka ünnepe      | Ziua muncii                       |                                                                                            |
| változó (Május/Június)  | Pünkösd             | Rusaliile                         | Az ortodox húsvét utáni 50. és 51. nap                                                     |
| Június 1.               | Gyermeknap          | Ziua Copilului                    |                                                                                            |
| Augusztus 15.           | Nagyboldogasszony   | Adormirea Maicii Domnului         |                                                                                            |
| November 30.            | Szt. András napja   | Sfântul Andrei                    | Szent András Románia védőszentje.                                                          |
| December 1.             | Nemzeti ünnep       | Ziua națională (Ziua Marii Uniri) | Erdély Romániával való egyesítése (1918)                                                   |
| December 25-26.         | Karácsony           | Crăciunul                         | 2 napos ünnep                                                                              |

## Telekommunikáció, média

### Televíziócsatornák

#### Kereskedelmi televízió csatornák
A fenti táblázat csak az olyan csatornákat tartalmazza, amelyeknek romániai stúdiója van.

#### Magyar adók
Ezen kívül számos kábeltévé szolgáltató csomagjaiban találhatók magyar adók (főleg a Duna TV és az M2).
Az M1, M2, M5, Duna TV, Duna World és a Galaxy 4 kódolatlanul fogható a HotBird műholdon Románia egész területén.